# Butang Baru
Butang Baru is een bestuurslaag in het regentschap Sarolangun van de provincie Jambi, Indonesië. Butang Baru telt 1886 inwoners (volkstelling 2010).